# Христина Георгиева (политик)
Христина Иванова Георгиева е български политик и психолог от ГЕРБ. Народен представител от ГЕРБ в XLV и XLVIII народно събрание.

## Биография
Христина Георгиева е родена на 19 април 1981 г. Завършва бакалавърска степен в Югозападния университет „Неофит Рилски“ в Благоевград. По-късно се дипломира с магистърска степен „Политически мениджмънт“ в СУ „Св. Климент Охридски“, придобива и следдипломна квалификация „Педагогическа психология“. Работи като педагогически съветник в СУРИЧЕ „Д-р Петър Берон“ в Перник. През септември 2021 г. е избрана за член на Националния изпълнителен съвет на Женската организация на ГЕРБ.